# 1983 في الكويت

## المناصب
- أمير الدولة: جابر الأحمد الصباح
- رئيس الوزراء وولي العهد: سعد العبد الله السالم الصباح

## أحداث
- تفجيرات الكويت 1983

## مواليد
- مساعد ندا - لاعب كرة قدم
- فهد الفهد - لاعب كرة قدم
- فوز الشطي - ممثلة
- فايز بندر - لاعب كرة قدم
- شعيب راشد - إعلامي
- عبد الكريم الجباري - شاعر
- علي الشمالي - لاعب كرة قدم
- محمد أسيري - ممثل
- ديانا كرزون - مغنية أردنية
- نهى نبيل - إعلامية وشاعرة
- هيا عبد السلام - ممثلة